# Сорохтей Осип Йосафатович
О́сип-Рома́н Йосафа́тович Сорохте́й (28 лютого 1890 с. Баранівці (Баранчичі), Самбірський район, Львівська область — 28 листопада 1941, Станіслав, нині Івано-Франківськ) — український маляр, графік, карикатурист, педагог.

## Життєпис

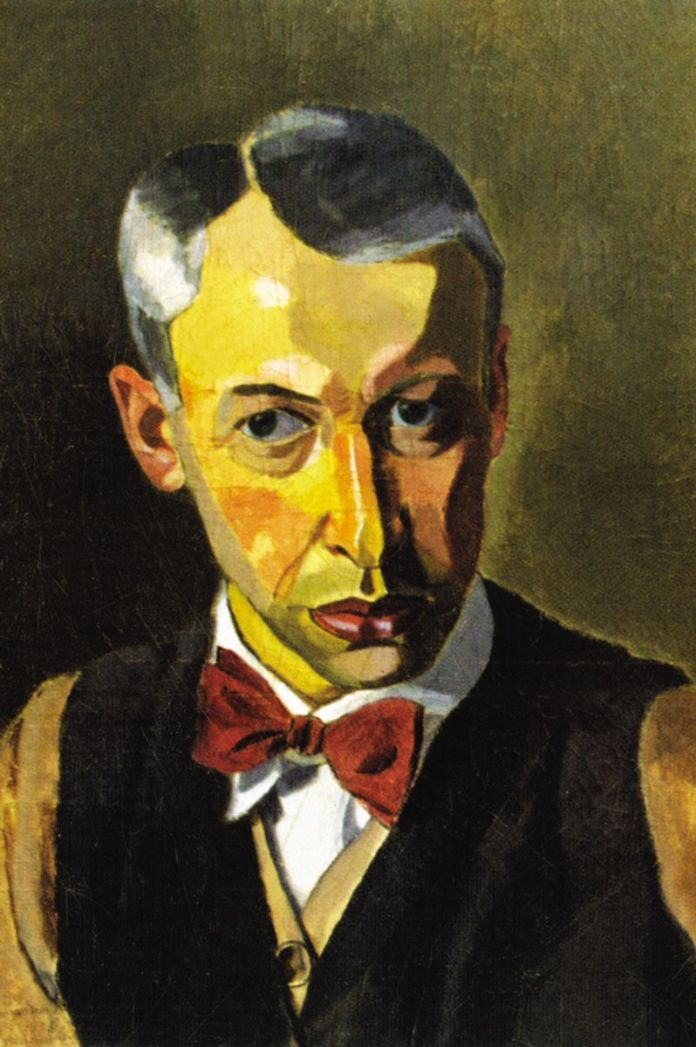
Автопортрет, 1938.

Його батько, чех Срхтей, потрапив у Галичину залізничником. Мати — полька. Після народження Осипа родина переїхала до Станиславова. Невдовзі батько загинув на роботі. Осип ріс без тата у Станиславові.
Ще змалку використовував кожну можливість для малювання. Навіть тікав зі школи на передмістя до свого учителя — невдалого художника-маляра, втім найкращого вихователя.
1910 року закінчив учительську семінарію у Станиславові.
Протягом 1911–1914 років навчався у Краківській академії красних мистецтв (записався туди як українець).
У 1914–1918 роках у роки Першої світової війни перебував на фронті у лавах Легіону УСС. Учасник визвольних змагань.
1919 року поновив навчання у Краківській академії мистецтв (в Юліана Панькевича, В. Вайса та ін.).
Після закінчення академії працював учителем малювання в гімназіях Станиславова (1920—1926, з 1929) і Снятина (1926—1928).
Співпрацював зі сатиричним журналом «Зиз» (з 1925). Член АНУМ (Львів).
Протягом певного часу мешкав у станиславівському готелі «Варшава» (нині — готель «Дністер»).

## Творчість

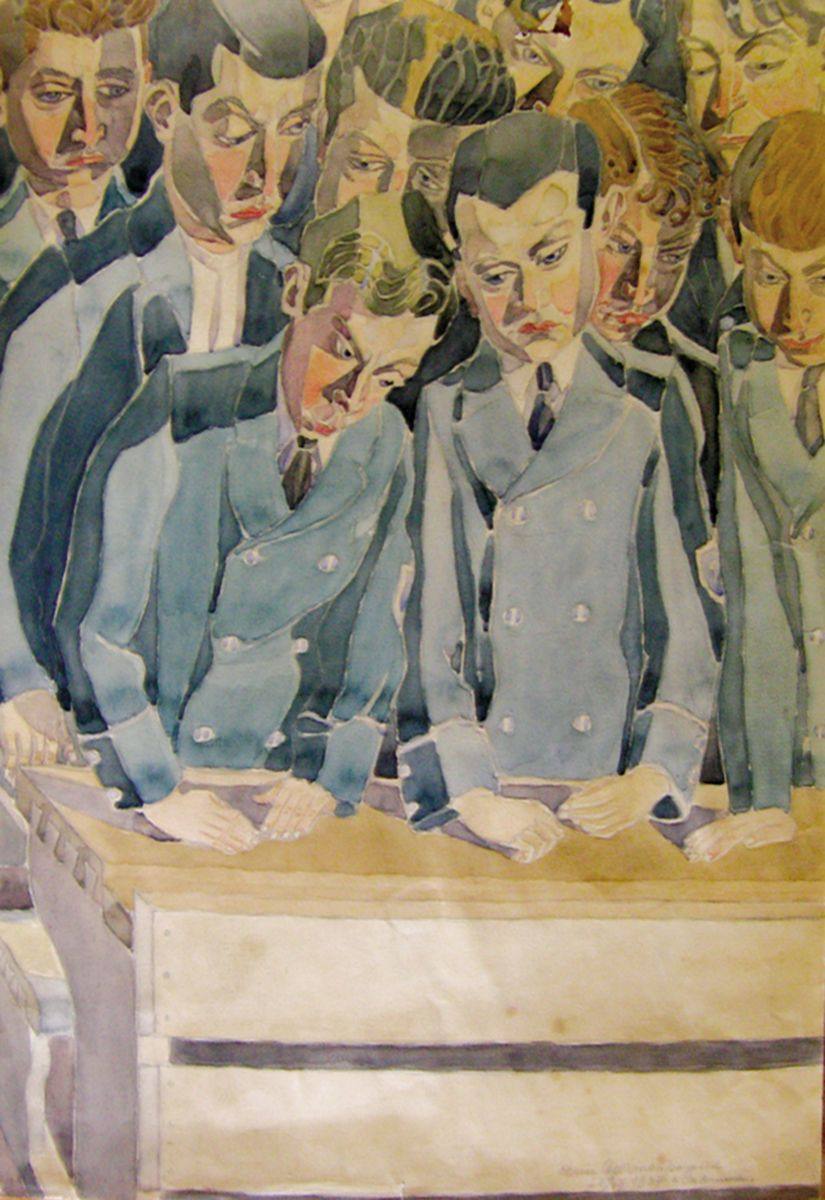
Учні гімназії

Працював головно у техніці рисунку й акварелі, рідше олії. Повні експресії графічні портрети (Т. Шевченка, І. Котляревського, І. Франка, Є. Гребінки, М. Менцинського, Марка Черемшини, С. Крушельницької, С. Людкевича, автопортрети та ін.), прикарпатські краєвиди, натюрморти, картини соціально-побутового («В городі», «Зустріч», «Везуть сіно», «Рубають дрова», «Інвалід», «Безробітні», «Брукують вулицю», «У коваля», «Фірман», «Штукатури» тощо) й історичного жанрів («Збір дружини на рать», «Княжий город», «Козаки в поході», «Бандурист» тощо), релігійні композиції (серія страстей Христових), численні шаржі стрільців і старшин УСС, учителів, церковних, культурних і громадських діячів (єпископа Г. Хомишина, М. Руданського, О. Новаківського, В. Барвінського, І. Боберського та ін.), ілюстрації до книги А. Тото-Долото «Життя й пригоди Цяпки Скоропада» (1926).
Учасник виставок ГДУМ, АНУМ, УСС у Львові; II Міжнародної виставки дереворитів у Варшаві (1931).
Посмертні ретроспективні виставки творів Сорохтея у Станиславові (1942) і Львові (1970).
Загалом знайдено понад тисячу його творів. Вони представлені, в основному, у Львівській галереї мистецтв та Івано-Франківському художньому музеї.

## Вшанування пам'яті

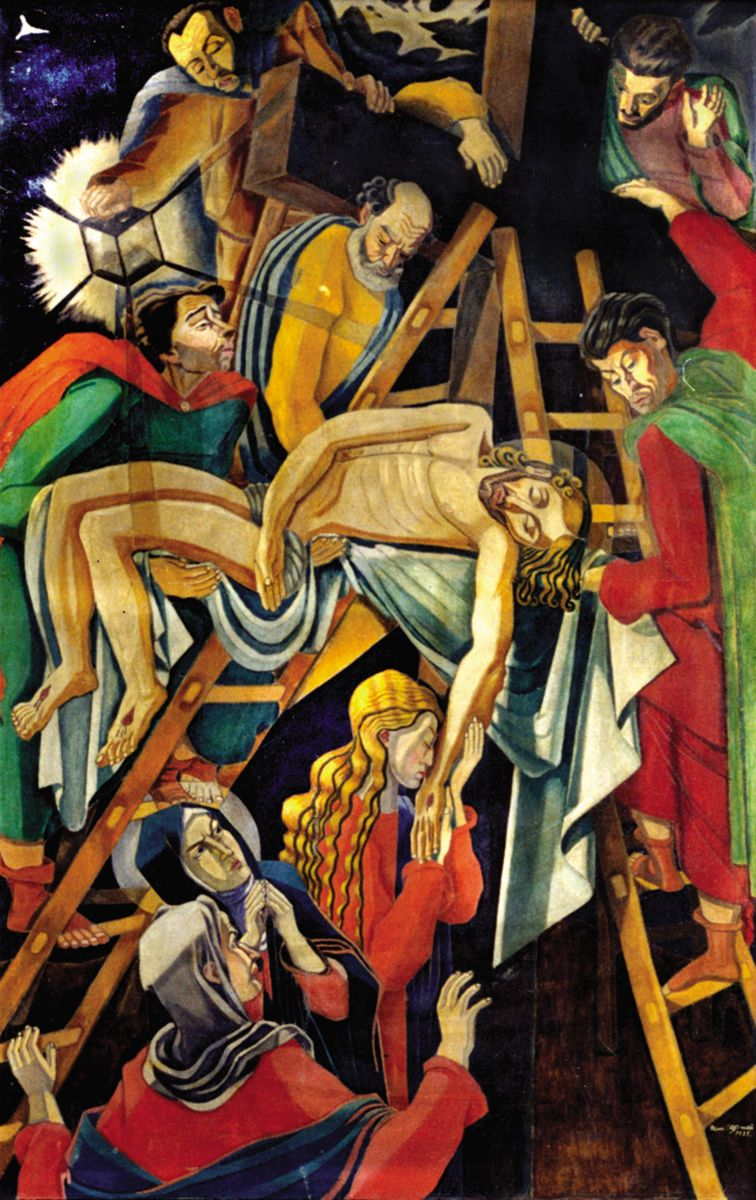
Зняття Ісуса з хреста

В Івано-Франківську є вулиця, названа в честь Сорохтея. У Львові є також вулиця Осипа Сорохтея.